# Гутьєрі Томелін
Гутьєрі Томелін (порт.-браз. Gutieri Tomelin; нар. 29 червня 1992, Сан-Бенту-ду-Сул, Бразилія) — бразильський футболіст, захисник польської «Ягеллонії». Має також італійське громадянство.

## Життєпис
Вихованець «Фігейренсе», з 2011 по 2014 роки виступав за першу команду цього клубу, але до гравців основної обойми не належав (16 матчів). У 2014 році на правах оренди виступав у клубі «Дуке-ді-Кашіас», однак за першу команду не зіграв жодного поєдинку. З 2014 по 2016 рік захищав кольори «Жоїнвіля» (51 матч, 1 гол). З 2016 року — гравець білостоцької «Ягеллонії».

## Досягнення

### Клубні
«Жоїнвіль»
- Серія B
  -  Чемпіон (1): 2014

«Ягеллонія»
- Екстракляса
  -  Срібний призер (1): 2016/17